# Берлинская академия искусств
Берлинская академия искусств (нем. Akademie der Künste in Berlin) — образовательное и научное учреждение в Берлине, Германия.

## История
В 1696 году основана курфюрстом Фридрихом III Бранденбургским как образовательное учреждение в области изобразительных искусств и на протяжении многих лет исполняла как образовательные, так и административные функции.
Уже в XVIII веке Академия ведала не только изобразительными искусствами и в 1809—1882 годах именовалась Прусской королевской академией искусств (нем. Königlich Preußische Akademie der Künste). После объединения Германии, в 1882 году, учреждение было переименовано в Королевскую академию искусств (нем. Königliche Akademie der Künste) и сохраняло это название вплоть до 1926 года.
В 1926—1945 годах учреждение именовалось Прусской академией искусств (нем. Preußische Akademie der Künste); в 1931 году образовательные функции были переданы специально созданному Берлинскому университету искусств.
В 1932 году академию возглавил член НСДАП Макс фон Шиллингс, однако уже в первый год нацистской Германии он скончался.

### В послевоенной Германии
После Второй мировой войны в Берлине образовались две Академии.
В 1950 году в восточном секторе была учреждена Немецкая академия искусств (нем. Deutschen Akademie der Künste); её первым президентом заочно был избран Генрих Манн, однако писатель умер в том же году в Соединённых Штатах; фактическим первым президентом стал Арнольд Цвейг, занимавший этот пост до 1953 года. В 1953—1956 годах президентом этой Академии был Иоганнес Бехер.
В 1972 году учреждение было переименовано в Академию искусств ГДР (нем. Akademie der Künste der Deutschen Demokratischen Republik). После объединения Германии, в 1990—1993 годах, она именовалась Академией искусств в Берлине (нем. Akademie der Künste zu Berlin). Последним президентом восточногерманской Академии был избранный в 1990 году Хайнер Мюллер.
В Западном Берлине в 1954 году была учреждена своя Академия искусств. Первым её президентом стал архитектор Ганс Шарун, возглавлявший Академию в 1955—1968 годах.
Нынешняя Академия искусств образована в 1993 году в результате слияния двух расположенных в Берлине Академий.

## Современность
В настоящее время Академия искусств является научным учреждением и консультативным органом, объединяет деятелей культуры, имеющих значительные заслуги в области литературы, изобразительных искусств, музыки, театра и кинематографии, а также людей, способствующих развитию искусств.
Новое здание Академии искусств на Парижской площади рядом с восстановленным отелем «Адлон» было построено после объединения Германии по проекту членов Академии Гюнтера Бениша, Манфреда Забатке и Вернера Дурта. До Второй мировой войны на этом месте во дворце Арнима размещалась Прусская академия искусств.
Президент Академии избирается общим собранием её членов каждые три года.

## Известные преподаватели и выпускники академии
- Амберг, Вильгельм Август Лебрехт (1822—1899)
- Карл Банцер (1857—1941)
- Пауль Барду
- Беккер, Карл (1820—1900)
- Бирманн, Карл Эдуард (1803—1892)
- Бьеф, Эдуард де (1808—1881)
- Вейч, Фридрих Георг
- Вейч, Иоганн Фридрих
- Вейганд, Эмиль
- Кампхаузен, Вильгельм
- Клёбер, Август (1793—1864)
- Лесюёр, Блез Николя (1756–1783)
- Лисовский, Роберт Антонович (1893—1982)
- Мориц, Карл Филипп (1756—1793)
- Ут, Макс (1863—1914)
- Пич, Людвиг (1824—1911)
- Сегал, Артур (1875—1944)
- Шоппе, Юлиус (1795—1868)
- Штремме, Христофор Конрад (1806—1877)
- Энке, Эрдман (1843—1896)

## Награды и стипендии
- Премия Генриха Манна
- Кольцо Хермине Кёрнер (нем.)
- Премия Джоаны Марии Горвин